# Al-Baghuz Fawqani
Al-Baghuz Fawqani (em árabe: الباغوز فوقاني‎) é uma cidade na Síria, localizada no distrito de Abu Kamal, Deir ez-Zor. De acordo com o Bureau Central de Estatísticas da Síria (BCE), Al-Baghuz Fawqani tinha uma população de 10 649 no censo de 2004.

## Guerra Civil Síria
Durante o curso da Guerra Civil Síria, a área de Baghuz (incluindo a cidade vizinha de Baghuz at-Tahtani) ficou sob o controle da organização jihadista Estado Islâmico do Iraque e do Levante (EIIL). A área foi administrada inicialmente pela Província Eufrates do EIIL, mas posteriormente transferida para o distrito de Al-Barakah.
Durante uma campanha de vários anos no leste da Síria, a cidade foi capturada do EIIL pelas Forças Democráticas Sírias (FDS) em 23 de janeiro de 2019, deixando o EIIL completamente sitiado na cidade de Al-Marashidah, ao norte. No entanto, no dia seguinte, o EIIL lançou uma série de ataques suicidas para romper o cerco, permitindo-lhes recapturar partes da cidade (principalmente a parte oeste da cidade), com os arredores da cidade sendo alvo de ataques aéreos da coalizão internacional. Em 7 de fevereiro de 2019, o FDS capturou Al-Marashidah e outras áreas próximas do EIIL, sitiando completamente o EIIL na cidade de Al-Baghuz Fawqani, o assentamento final sob seu controle no Levante.

### Batalha de Baghuz Fawqani

Mapa dos movimentos militares durante o segmento final da batalha, após 12 de fevereiro de 2019. O território do governo sírio está situado a oeste e ao sul da curva do rio

Em 9 de fevereiro de 2019, as Forças Democráticas Sírias, apoiadas pela Coalizão CJTF-OIR, lançaram um ataque final para tomar Baghuz Fawqani e destruir o último bastião do território físico mantido pelo Estado Islâmico, abrindo o ataque com um bombardeio massivo no bairro Huwayjat Khanafirah, com confrontos violentos continuando durante a noite e pela manhã. A Coalizão disse que atingiu uma mesquita em Baghuz Fawqani no dia 11 de fevereiro, quando estava sendo usada como centro de comando e controle pelo Estado Islâmico.
Em 28 de fevereiro, o porta-voz da FDS, Adnan Afrin, anunciou a descoberta de uma vala comum encontrada há dez dias na cidade. Continha dezenas de corpos, incluindo homens e mulheres, enquanto cabeças também foram encontradas no túmulo. A FDS estava, tentando confirmar se eles eram iazidis e membros do Estado Islâmico. Um vídeo da Furat FM mostrou uma vala comum. O executivo da agência disseram que a maioria dos corpos aparentemente foram baleados na cabeça. A porta-voz da FDS, Lilwa Abdulla, confirmou que encontraram um grande número de corpos de iazidis, embora não houvesse um número específico. No entanto, moradores locais disseram que os cadáveres foram vítimas de ataques aéreos.
O ataque para tomar a cidade foi retomado em 1º de março, com os militantes restantes do EIIL e suas famílias sitiados e acampados em uma "cidade" de tendas ao longo do rio. Em 19 de março, o porta-voz da FDS Mustafa Bali anunciou que a FDS tinha o controle de toda Al-Baghuz Fawqani, com exceção de alguns bolsões ao longo das margens do rio Eufrates, onde confrontos intermitentes ainda estavam em andamento com os jihadistas resistentes.
No sábado, 23 de março de 2019, as Forças Democráticas Sírias, apoiadas pelos EUA, retomaram toda a Al-Baghuz Fawqani, encerrando o domínio territorial do EIIL sobre a Síria e privando o grupo de sua "capital" final, além de remover quase todo o território sob seu controle.